# Jonas Nygren
Jonas Nygren, född 20 februari 1978 i Fagersta, är en socialdemokratisk politiker, samt rådgivare och företagare. Han var kommunstyrelsens ordförande i Sundbybergs kommun mellan 2010 och 2015.

## Karriär
Nygren har arbetat som PR-konsult på Springtime tillsammans med bland andra Bo Krogvig i flera politiska kampanjer nationellt och internationellt. 
Han har sin bakgrund som ordförande för SSU i Helsingborg under flera år. Han var under euroomröstningen 2003 ansvarig för den regionala organisationen för kampanjorganisationen Sverige i Europa. 
Nygren var efter detta förbundschef (högsta tjänsteman) för Hyresgästföreningen mellan 2016 och 2020. År 2017 ledde han arbetet med inrättandet av en ny myndighet, Delegationen mot segregation, vars uppgift skulle vara att samordna och stödja stat och kommuners arbete mot segregation. Nygren driver idag eget företag och är rådgivare åt företag och organisationer. Under 2023 blev Nygren också krönikör på Skaraborgs Nyheter.